# Silo (série télévisée)
Pour les articles homonymes, voir Silo.
Silo est une série télévisée de science-fiction américaine créée et écrite par Graham Yost, réalisée par Morten Tyldum et diffusée depuis le 5 mai 2023 sur Apple TV+. La série met en vedette Rebecca Ferguson, qui est également productrice exécutive de la série. 
Il s'agit de l'adaptation du premier roman Silo de l'auteur américain Hugh Howey, publié en 2012 aux États-Unis.

## Synopsis
Dans un futur dystopique, la Terre est dévastée et l'air devenu toxique. Dix mille personnes vivent sous terre dans un silo géant de 144 étages, sans connaître leur histoire, dans une société régie par un pacte qu'elles croient être destiné à les protéger.

## Distribution

### Acteurs principaux
- Rebecca Ferguson (VF : Laura Blanc) : Juliette Nichols
- Common (VF : Daniel Njo Lobé) : Robert Sims
- Tim Robbins (VF : Jean-Philippe Puymartin) : Bernard Holland
- Chinaza Uche (en) (VF : Mike Fédée) : Paul Billings, le nouvel adjoint en chef

### Acteur secondaires
- Steve Zahn (VF : Mark Lesser) : Solo
- David Oyelowo (VF : Jean-Baptiste Anoumon) : le shérif Holston Becker
- Rashida Jones : Allison Becker
- Amelie Child-Villiers : Juliette Nichols, jeune
- Harriet Walter (VF : Véronique Augereau) : Martha Walker
- Will Patton (VF : Pascal Casanova) : l'adjoint Sam Marnes
- Iain Glen (VF : Yann Guillemot) : Dr Pete Nichols, le père de Juliette
- Ferdinand Kingsley : George Wilkins
- Avi Nash (VF : Jérémy Bardeau) : Lukas Kyle
- Geraldine James (VF : Frédérique Tirmont) : Ruth Jahns, la maire du Silo
- Sophie Thompson (VF : Frédérique Cantrel) : Gloria Hildebrandt, la conseillère en fertilité du Silo
- Rick Gomez (VF : Laurent Orry) : Patrick Kennedy
- Billy Postlethwaite (en) (VF : Anatole de Bodinat) : Hank
- Caitlin Zoz (VF : Julia Boutteville) : Kathleen Billings, la femme de Paul
- Chipo Chung (VF : Corinne Wellong) : Sandy
- Sienna Guillory (VF : Pauline Moingeon Vallès) : Hanna Nichols, la mère de Juliette
- Angela Yeoh (VF : Cécile Arnaud) : l'adjointe Molly Karins
- Shane McRae (VF : Emmanuel Gradi) : Knox
- Matt Gomez Hidaka : Cooper
- Will Merrick : Danny
- Clare Perkins (VF : Laura Zichy) : Carla

 Source et légende : version française (VF) sur RS Doublage

## Production

### Genèse et développement
Le projet a d'abord été annoncé comme étant en développement en tant que long métrage chez 20th Century Studios, qui a entamé des négociations pour acquérir le livre numérique auto-publié Silo de Hugh Howey le 11 mai 2012. Cinq jours plus tard, il a été confirmé que 20th Century Studios avait acquis les droits du roman, Ridley Scott et Steven Zaillian faisant partie des personnes attachées à la production du film. Le 28 novembre 2012, il a été annoncé que J Blakeson était en négociations pour écrire et réaliser le film. Il a ensuite été annoncé le 5 juin 2015 que Nicole Perlman avait été engagée pour réécrire le scénario, J Blakeson n'étant plus impliqué dans le projet. Le film a finalement été mis en sommeil à la suite de l'acquisition de 21st Century Fox par Disney.
Le 30 juillet 2018, il a été annoncé qu'une nouvelle itération du projet était en développement pour la télévision chez AMC, LaToya Morgan étant attachée à l'écriture de l'adaptation dans le cadre de son contrat global avec AMC Studios. La série est finalement passée sur Apple TV+ le 20 mai 2021, le projet recevant une commande de série composée de dix épisodes. Graham Yost a été désigné pour remplacer LaToya Morgan en tant que créateur et scénariste, marquant ainsi sa troisième série sur Apple TV+ dans le cadre de son contrat global avec le réseau. Morten Tyldum a également été désigné pour réaliser et produire la série, Graham Yost étant le showrunner.
Le 14 juin 2023, la série est renouvelée pour une deuxième saison.
Le 16 décembre 2024, Tim Cook annonce que la série est renouvelée pour une troisième et une quatrième saison,.

### Attribution des rôles
Parallèlement à l'annonce de la commande de la série, il a également été annoncé que Rebecca Ferguson avait été choisie pour le rôle principal. En août 2021, Tim Robbins a été ajouté à la distribution. Rashida Jones, Common, Harriet Walter, Avi Nash et Chinaza Uche l'ont rejoint les mois suivants,,.

### Tournage

#### Première saison
Le tournage a commencé fin août 2021 à Hoddesdon, dans le Hertfordshire, et a duré jusqu'au printemps 2022.

#### Deuxième saison
Le tournage de la deuxième saison a commencé fin juin 2023 aux studios Hoddesdon en utilisant le même décor que la première saison. Le tournage a été officiellement suspendu en juillet en raison de la grève SAG-AFTRA de 2023. Le tournage a repris début décembre 2023 et s'est terminé le 8 mars 2024. La diffusion débute le 15 novembre 2024 sur Apple TV+.
La deuxième saison compte dix épisodes comme la saison précédente et commence par le cliffhanger de fin de la première saison.

## Épisodes

### Première saison (2023)
La série est diffusée sur Apple TV+ le 5 mai 2023 (dans un premier temps avec deux épisodes, puis un par semaine).

#### Épisode 1:La Fête de la Liberté
Dans un immense bunker souterrain appelé le « Silo », une communauté prospère sans connaître son histoire, car les archives auraient été détruites 140 ans plus tôt lors d'un soulèvement « rebelle » réprimé. C'est alors que le shérif Holston Becker déclare à son adjoint Sam Marnes qu'il veut « sortir », ce qui revient à une condamnation à mort dans cet univers pollué.
Trois ans plus tôt, Holston et sa femme Allison ont reçu l'autorisation d'avoir un enfant. Un médecin retire l'implant contraceptif d'Alison, mais ils ne parviennent pas à en concevoir un. 
Pendant ce temps, Allison apprend des informations subversives sur le Silo auprès de Gloria Hildebrandt, une experte en fertilité. En parallèle, elle aide le mécanicien expert George Wilkins à explorer un disque dur interdit datant d'avant la rébellion. Allison dit à Holston, sceptique, que ceux qui sont au pouvoir leur mentent et que l'image du monde extérieur, affichée sur les écrans du Silo, est fausse. Comme preuve, elle lui montre son implant contraceptif, qui n'a pas été retiré. Allison déclare vouloir sortir et promet de nettoyer la caméra externe du Silo si l'extérieur est beau. 

#### Épisode 2:La Protégée de Holston
Le shérif Holston apprend de Juliette que George, son amant, collectionnait des reliques historiques interdites. En apprenant que George et Allison ont travaillé ensemble, Holston accepte d'enquêter et promet d'envoyer un signal à Juliette lorsqu'il trouvera quelque chose. 

#### Épisode 3:Machines
Le maire Ruth et l'adjoint Sam descendent à pied les 144 niveaux pour rencontrer Juliette. En chemin, Ruth rencontre l'ex-père de Juliette, le Dr Pete Nichols, et l'amie mécanicienne de Juliette, Martha Walker, pour obtenir leur avis sur le caractère de Juliette.
Malgré la désapprobation du juge Meadows, responsable judiciaire, et de Bernard Holland, directeur du DIT (Département Informatique et Technique), Ruth propose à Juliette le rôle de shérif. Juliette refuse d'abord, mais change d'avis lorsqu'elle reçoit le badge de Holston, sur le dos duquel est gravé le mot « VÉRITÉ ». 
La génératrice de courant du Silo est sur le point de tomber en panne. Juliette demande à Ruth d'autoriser l'arrêt du générateur principal pour réparation, ce qui n'a jamais été fait de mémoire d'homme. À l'arrêt, les écrans du silo affichent brièvement une vue verte et saine de l'extérieur. L'équipe mécanique répare avec succès le générateur. 

#### Épisode 4:Vérité
Ruth est morte. Sam pense qu'elle a été empoisonnée et qu'il était la véritable cible car ils ont chacun bu dans leurs gourdes respectives. Bernard, en tant que maire par intérim, recrute Juliette comme nouveau shérif à contre cœur.
Juliette demande à Sam de l'aider à enquêter sur la mort de George, en échange de son aide à enquêter sur la mort de Ruth.
Robert Sims, chef de la sécurité du Judiciaire, dit à Sam que le juge Meadows est prêt à destituer Juliette de son poste de shérif, mais Sam lui dit de laisser Juliette échouer d'elle-même.

#### Épisode 5:Le Fils du concierge
Sam est retrouvé mort. Paul Billings, le choix initial du Judiciaire pour shérif, est nommé adjoint en chef de Juliette. Sandy, qui travaille au bureau du shérif, dit à Juliette de trouver l'assassin de Sam avant que la justice ne choisisse un bouc émissaire. Juliette découvre que Doug Trumbull, qui travaille pour le Judiciaire, a déposé des preuves volontairement pour accuser le résident Patrick Kennedy du meurtre de Sam.
Robert Sims raconte à Doug que son père était censé être concierge mais qu'il avait en réalité un travail secret qui était crucial pour la survie du Silo. Robert tue Doug avant qu'il puisse être arrêté, et Doug est blâmé à titre posthume pour les meurtres de Sam et Ruth.
Juliette apprend que Lukas étudie la nuit les écrans d'affichage de la cafétéria pour observer le mouvement des « lumières » dans le ciel, car les habitants du Silo ignorent que ces lumières sont des étoiles.

#### Épisode 6:La Relique
Juliette fait en sorte que la relique soit trouvée dans l'appartement de Trumbull et l'utilise comme excuse pour retrouver la supposée marchande de reliques Regina Jackson. Celle-ci s'avère être l'ancienne maitresse de George, qui lui a acheté des reliques auparavant.
Robert découvre le lien de George avec la relique et confronte formellement Juliette. Bernard accepte l'affirmation de Juliette selon laquelle elle n'a pas caché la relique chez Trumbull, mais il lui ordonne d'arrêter d'enquêter sur le meurtre de Ruth et Sam.
Juliette et Paul se disputent sur la difficulté à se faire confiance, et elle révèle qu'elle sait qu'il est atteint du syndrome, une condition médicale qui devrait le disqualifier pour être adjoint.

#### Épisode 7:Les Gardiens de la flamme
Robert fait partie de l'équipe de vidéo-surveillance et suit les mouvements de Juliette via les caméras cachées. Juliette cherche Gloria, qui est hospitalisée et droguée sur ordre de la juge Meadows. Juliette se rend chez la juge, mais Meadows dit qu'elle ne peut pas lever l'ordre d'internement de Gloria, malgré l'offre de Juliette de démissionner de son poste de shérif.
Paul confronte Juliette lorsqu'elle néglige ses devoirs. Elle lui parle alors de son enquête sur le meurtre de George et il décide de la couvrir. À la cafétéria, Lukas essaie d'embrasser Juliette, mais elle le repousse. 
Bernard dit à Juliette qu'il craint que Meadows n'agisse contre eux et l'encourage à trouver un moyen de contrôler la juge. Avec l'aide de son père, Juliette parvient à interroger Gloria et apprend qu'elle fait partie des Gardiens de la flamme, un groupe secret dédié à la mémoire du passé et dont les membres sont systématiquement exterminés. La mère de Juliette s'est liée d'amitié avec les Gardiens de la flamme, mais le père de Juliette a obéi aux ordres pour empêcher les Gardiens de la flamme d'avoir des enfants.

#### Épisode 8:Hanna
Le Judiciaire recherche le disque dur dans le bureau du shérif mais ne le trouve pas. Juliette riposte en utilisant les connaissances de Paul concernant le Pacte pour arrêter temporairement Robert. Pendant que Robert est en garde à vue, Juliette fouille son bureau et trouve des dossiers sur Hanna, Martha et Shirley Campbell. Le dossier d'Hanna confirme que c'est grâce aux caméras de surveillance qu'ils ont su qu'Hanna avait construit une loupe multi-objectifs illégale, alors Hanna et Juliette croyaient que Pete l'avait dénoncée. Juliette se réconcilie avec son père et il lui dit que le comportement subversif et le suicide d'Hanna étaient une réponse à la mort de Jacob, qu'Hanna pensait que la technologie de la loupe aurait pu empêcher.

#### Épisode 9:En cavale
Juliette s'échappe en évitant les caméras. Paul fouille l'appartement de Juliette et trouve le carnet de voyage des enfants. Perturbé par sa découverte, il garde une page mais brûle le reste.
Juliette s'introduit par effraction dans l'appartement de Robert et utilise son ordinateur pour accéder au disque dur, sur lequel elle trouve un message vidéo que George a réalisé pour elle. Bernard arrête Lukas et apprend le numéro de série du disque dur, qu'il utilise pour localiser Juliette. Robert et ses gardes se précipitent vers l'appartement, mais la femme de Robert permet à Juliette de s'échapper.

#### Épisode 10:Dehors
Juliette demande à Danny de diffuser les images extérieures dans tout le Silo, mais la diffusion est rapidement interrompue par Bernard. Paul est interrogé par Robert sur son état et Paul dit plus tard à sa femme qu'ils font une exception pour qu'il puisse être shérif.
Juliette réussit à rejoindre le bas du silo, où elle parle à Martha avant d'être arrêtée. Bernard propose un marché à Juliette : si elle sort volontairement, il lui racontera ce qui est arrivé à George et s'assurera que les mécaniciens ne soient pas punis. Bernard montre à Juliette des images de la façon dont George a été arrêté et a sauté des escaliers pour éviter l'interrogatoire.
Bernard détruit au marteau le bloc du disque dur, mais récupère plus tard un plateau resté intact après que Juliette ait mentionné une porte sous le silo. Bernard condamne Lukas aux mines. 

### Deuxième saison (2024)
La série est diffusée sur Apple TV+ le 15 novembre 2024 (dans un premier temps avec deux épisodes, puis un par semaine).

#### Épisode 1:La mécano
Titre original
The Engineer
Numéro de production
11 (2.11)
Première diffusion
15 novembre 2024
Réalisation
Michael Dinner
Scénario
Graham Yost
Résumé détaillé
Juliette s'introduit dans un autre silo dont l'extérieur est jonché des squelettes de ses habitants sortis et morts après une rébellion. Le silo est en panne, apparemment vide, et ses niveaux inférieurs sont inondés. Le pont menant à la section DIT du silo a été détruit, Juliette en construit un de fortune pour traverser. Elle trouve une porte renforcée et verrouillée, depuis l'intérieur, à travers un hublot, un homme la prévient que si elle essaie d'ouvrir la porte, il la tuera. Dans un flash-back, la jeune Juliette commence sa nouvelle vie dans la Mécanique, où elle aide à trier les déchets des niveaux supérieurs, répare des objets pour Walker et se lie d'amitié avec Shirley.

#### Épisode 2:L’Ordre
Titre original
Order
Numéro de production 11 (2.12)
Première diffusion
22 novembre 2024
Réalisation
Michael Dinner
Scénario
Fred Golan
Résumé détaillé
Bernard regarde le retour-caméra du costume de Juliette depuis l'intérieur d'une pièce sécurisée et la voit s'approcher du silo 17 avant que la caméra ne s'arrête d’émettre. Comme Juliette a refusé de faire le nettoyage de l'objectif de la caméra, Bernard comprend que son geste de défiance peut conduire à une révolution. Il place alors les adjoints sous le commandement de Robert Sims et instaure un couvre-feu obligatoire pour contrôler la population du Silo qui se pose des questions sur la survie de Juliette. Bernard essaie de convaincre Meadows de l'aider alors qu'il se prépare à prononcer un discours et fait enfermer Walker et son ex-femme Carla pour avoir fait passer clandestinement à Juliette la bande adhésive qui a scellé sa combinaison. Shirley reste provocante et commence à énerver les gens aux niveaux inférieurs pour exiger des réponses tandis que Knox essaie de la convaincre de se calmer, voulant éviter une révolution et protéger son peuple. Bernard prononce son discours au Silo et affirme que les services techniques ont produit un nouveau ruban adhésif qui a permis à Juliette de survivre plus longtemps, mais reste catégorique sur le fait qu'elle est morte et Meadows le soutient. Alors que la majorité de la population du Silo semble satisfaite de cette explication, Shirley n'est pas convaincue et organise une réunion secrète en dehors du couvre-feu. Après que Bernard a remercié Meadows pour son aide, elle demande qu'on lui donne le fameux ruban et demande à sortir.

#### Épisode 3:Solo
Titre original
Solo
Numéro de production 11 (2.13)
Première diffusion
27 novembre 2024
Réalisation
Aric Avelino
Scénario
Cassie Pappas
Résumé détaillé
Dans le Silo 17, l'homme se présente à Juliette comme Solo. Juliette apprend que des dizaines de Silos existent et que ses actions pourraient provoquer une révolution dans son Silo. Solo a du mal à se connecter avec Juliette et lui donne à manger avant de lui suggérer d'utiliser une combinaison de pompier pour sortir. Solo refuse d'abandonner le coffre-fort, mais alors que Juliette part, il change d'avis et elle propose de l'aider à atteindre les niveaux supérieurs. Au Silo 18, l'ouvrier Teddy est arrêté pour avoir laissé un graffiti indiquant « Juliette Lives ». Sims propose à Patrick, qui est incarcéré, un médicament qui l'aidera à oublier sa femme décédée en échange d'une faveur et recrute des raiders à la retraite pour les envoyer au niveau mécanique. Shirley énerve un groupe de manifestants et exige la libération de Teddy, mais Patrick attaque les adjoints et, dans le chaos, l'ingénieur débutant Cooper est tué. Pete rencontre une femme qui espère gagner à la loterie qui lui permettra d'avoir un enfant et défie les ordres de ne pas retirer son contrôle des naissances en effectuant quand même la procédure. Billings interroge toutes les personnes présentes lors de l'arrestation de Juliette et apporte son rapport à Meadows, déclarant que Juliette n'a jamais demandé à sortir.

#### Épisode 4:L'Harmonium
Titre original
The Harmonium
Numéro de production 11 (2.14)
Première diffusion
6 décembre 2024
Réalisation
Aric Avelino
Scénario
Sal Calleros  
Résumé détaillé
Avec l'aide de Solo, Juliette construit un système de pompe à air pour l'aider à traverser les niveaux inondés et récupère une combinaison de pompier. Solo parle à Juliette du monde extérieur d'avant et lutte contre l'anxiété à l'idée de quitter sa pièce sécurisée. Knox partage avec Shirley sa conviction que leur silo a connu plusieurs rébellions, qui ont été imputées à la Mécanique en raison de leur capacité à couper les systèmes du silo. Il demande également à parler avec Meadows, qui accepte de le rencontrer. Sims se méfie de la relation de Bernard avec Meadows et fomente une manifestation pour exiger la destitution de Meadows. Meadows permet à Lukas de protester contre sa condamnation et, après leur conversation, la réduit à cinq ans. Billings enquête sur l'émeute à la Mécanique et apprend que le corps de l'instigateur a disparu et que le Judiciaire a réclamé le corps de Cooper. Bernard empoisonne Meadows. Avant de mourir, elle lui dit que sur le disque dur volé par Juliette, il y a une lettre codée de Salvador Quinn, qui était responsable informatique pendant la rébellion il y a 140 ans. Knox, Shirley, Walker et Carla arrivent au tribunal, où Bernard a installé le corps de Meadows blessée à mort par une lame dans le but d'accuser Knox et Shirley de son meurtre. Sims excite la foule qui se met à pourchasser les membres de la Mécanique.

#### Épisode 5:La Descente
Titre original
Descent
Numéro de production

5 (2.15)
Première diffusion
13 décembre 2024
Réalisation
Amber Templemore
Scénario
Jenny DeArmitt-Stran
Résumé détaillé
Solo demande à Juliette de réparer une pompe à eau, car le niveau d'eau monte et l'atteindra dans dix mois, mais Juliette insiste sur le fait qu'elle doit retourner immédiatement à son silo. Juliette soupçonne Solo de mentir sur son identité et il réagit avec colère à son interrogatoire. Juliette trouve un casque de combinaison utilisable mais s'effondre à cause de ses blessures. Dans le Silo 18, Bernard est conscient que Sims a fabriqué le mouvement contre Meadows et lui refuse le rôle de son ombre mais le nomme juge pour remplacer Meadows, ce qui frustre Sims. Camille, l'épouse de Sims, aide Knox et Shirley à échapper temporairement à la foule. Rick Amundsen, le nouveau chef de la sécurité du Judiciaire, fait arrêter Carla, mais Knox, Shirley et Walker parviennent à contourner le blocus et à se rendre aux niveaux inférieurs. Bernard demande à Lukas de réparer le disque dur de Juliette, révélant ainsi des connexions cachées entre le Silo et le monde extérieur, ainsi qu'une lettre codée de Salvador Quinn à sa femme. Pendant ce temps, Billings et l'adjoint Hank retrouvent Patrick, qui propose de révéler à Billings les vérités qu'il a découvertes sur le Silo.

#### Épisode 6:Les Barricades
Titre original
Barricades
Numéro de production
6 (2.16)
Première diffusion
20 décembre 2024
Réalisation
Michael Dinner
Scénario
Jeffery Wang
Résumé détaillé
Les tensions montent alors que Bernard bloque les approvisionnements vers les niveaux inférieurs, tandis que Knox fait fabriquer des armes. À la demande de Billings, Pete se rend aux niveaux inférieurs pour soigner Patrick. Patrick raconte à Billings comment il a aidé Juliette avec le disque dur et a accepté un accord de Sims pour être agent provocateur lors de la manifestation à la Mécanique. Bernard interroge Camille sur son action pour protéger Knox et Shirley, mais elle évite la discussion. Knox et Shirley mènent une attaque de groupe contre le barrage et le poussent dix étages plus haut, revendiquant le niveau critique d'agriculture 122. Billings interroge Walker, Knox et Shirley sur la mort de Meadows. Lorsque Billings dit à Bernard par radio qu'il souhaite ouvrir une enquête formelle sur la mort de Meadows, Bernard coupe la communication radio dans le silo. Lukas travaille au décodage de la lettre de Quinn, et la sophistication du code incite Bernard à faire de Lukas son ombre afin qu'il puisse accéder à l'héritage. Dans le Silo 17, Juliette se réveille après avoir été soignée par Solo, qui a caché sa combinaison pour l'obliger à réparer la pompe avant de partir.

#### Épisode 7:La Plongée
Titre original
The Dive
Numéro de production
7 (2.17)
Première diffusion
27 décembre 2024
Réalisation
Michael Dinner
Scénario
Katherine DiSavino
Résumé détaillé
Bernard présente à Lukas l'Héritage, un ordinateur avancé derrière un coffre-fort qui contient toutes leurs connaissances du monde et enregistrements secrets, bien que les origines du silo au-delà de 352 ans plus tôt soient restées perdues. Utilisant l'Héritage pour l'aider dans ses recherches, Lukas soupçonne que la lettre utilise une page d'un livre. La Mécanique envoie des messages papier aux niveaux supérieurs, encourageant les citoyens à demander ce que le DIT leur cache avant de couper l'alimentation électrique dans le silo, révélant ainsi que le DIT dispose de sa propre source d'alimentation indépendante. Bernard se heurte à Sims, qui est toujours en colère d'avoir été mis de côté. Sims confronte Camille à propos de ses actions. Elle explique qu'elle veut jouer sur les deux tableaux pour leur sécurité et promet de ne plus rien lui cacher. Billings et Hank suivent les espions qui tentent de semer la discorde à la Mécanique. Walker s'inquiète pour Carla et allume brièvement l'une des caméras informatiques pour envoyer un message en haut, que Bernard reçoit. Dans le silo 17, Juliette effectue une plongée profonde pour réparer la pompe à eau de Solo et manque de se noyer lorsque son alimentation en air est coupée. Après avoir refait surface, Juliette trouve des preuves d'une lutte et soupçonne que quelqu'un d'autre est présent dans le silo.

#### Épisode 8:Le Livre de Quinn
Titre original
The Book of Quinn
Numéro de production
8 (2.18)
Première diffusion
03 janvier 2025
Réalisation
Amber Templemore-Finlayson
Scénario
Remi Aubuchon
Résumé détaillé
Juliette remonte les étages mais doit replonger pour récupérer des effets de la décompression. Après avoir fait surface, elle est confrontée à une personne qui lui tire une flèche et menace de la tuer. Juliette recherche son agresseur et se retrouve face à trois jeunes. Dans le Silo 18, Lukas retrouve les descendants de Quinn et apprend qu'ils ont donné la copie du Pacte de Quinn à Meadows des années plus tôt. Bernard dit à Lukas que Quinn a détruit les archives il y a 140 ans et a empoisonné l'eau afin de faire oublier aux citoyens leur histoire et de mettre fin aux rébellions qui se produisaient tous les 20 ans. En utilisant le Pacte de Quinn, Lukas commence à décoder la lettre de Quinn. Sims, avec l'aide de Camille, apprend que Lukas enquête pour Bernard. Walker rencontre Bernard et accepte d'être son informateur afin de sauver Carla. En conséquence, un groupe de mécaniciens qui s'introduisent dans la réserve sont arrêtés par des gardes. L'épouse de Billings, Kathleen, apprend que Billings a sauvé une page d'un livre d'images des « temps d'avant » et demande à la voir.

#### Épisode 9:Le Dernier Recours
Titre original
The Safeguard
Numéro de production
9 (2.19)
Première diffusion
10 janvier 2025
Réalisation

Scénario
Jessica Blaire
Résumé détaillé
Juliette est confrontée à Audrey, chef de cinq jeunes survivants, qui ordonne à Juliette d'ouvrir le coffre-fort pour qu'ils puissent accéder à la nourriture. Audrey a capturé Solo et veut le tuer pour venger la mort de leurs parents. Juliette se rend compte que Solo était un enfant au moment de la rébellion, et Solo avoue qu'il a tué les parents du groupe par légitime défense lorsqu'ils sont entrés par effraction dans le coffre-fort. Solo et le groupe font la paix et il autorise tout le monde à entrer dans le coffre-fort. Dans le Silo 18, Lukas apprend qu'il existe 50 autres Silos et à la suite de la lettre de Quinn, se rend aux niveaux inférieurs. Lukas découvre le tunnel sous le silo, où une voix informatique, devant une porte, l'avertit de ne dire à personne ce qu'il a vu sous peine de déclencher « le dernier recours ». Billings donne à Sims la page du livre d'images, ce qui incite Camille et Sims à envisager de rejoindre la rébellion. Patrick fait part à Kathleen de ses soupçons selon lesquels l’affichage extérieur du silo est un mensonge. Bernard rend Billings responsable des actions des rebelles mais tous les adjoints des niveaux supérieurs ne le croient pas. Bernard espionne Knox et Walker qui discutent des plans de la rébellion.

#### Épisode 10:L'Épreuve du feu
Titre original
Into the Fire
Numéro de production
10 (2.20)
Première diffusion
17 janvier 2025
Réalisation

Scénario
Aric Avelino
Résumé détaillé
Walker travaille avec Knox et les autres rebelles pour utiliser la caméra de Bernard pour lui envoyer de la désinformation. Ils incitent Bernard à envoyer les soldats en bas et à transférer tous les rebelles prisonniers en haut, après quoi Pete se sacrifie pour faire sauter les escaliers entre les deux. Les adjoints du shérif se rangent du côté des rebelles après avoir reçu le message de Billings via Sims. Patrick agite les citoyens en une foule qui exige des réponses de Bernard. Lukas dit à Bernard ce qu'il a appris et démissionne, ce qui amène Bernard, découragé, à faire de Sims sa nouvelle ombre en lui remettant la clé du coffre-fort et le mot de passe. Sims et sa famille entrent dans le coffre-fort, mais l'héritage dit que seule Camille peut rester. Dans le Silo 17, Solo révèle à Juliette ce qu'est « le dernier recours »: un tuyau capable de diffuser un poison suffisant pour tuer tout le monde, ainsi que la manière dont il peut être stoppé. Juliette utilise la combinaison de pompier et retourne au Silo 18 ; elle est vue par tous de l'intérieur et est célébrée, mais elle montre un message les avertissant de ne pas sortir. Juliette entre alors que Bernard est en train de sortir, en revenant ils sont enfermés dans l'incinérateur qui s'allume. Dans un flash-back apparemment situé à Washington, D.C., une femme nommée Helen interroge un nouveau membre du Congrès sur la possibilité de représailles américaines contre l'Iran qui aurait fait exploser une bombe sale sur le sol américain.

## Réception
Lucile Commeaux sur France Culture explique que « la réussite de cette série tient en grande partie à la représentation de cet espace, qui fonctionne à la fois comme un lieu et comme métaphore » et trouve « passionnante cette représentation d’une humanité sans culture ».